# Inkarnat

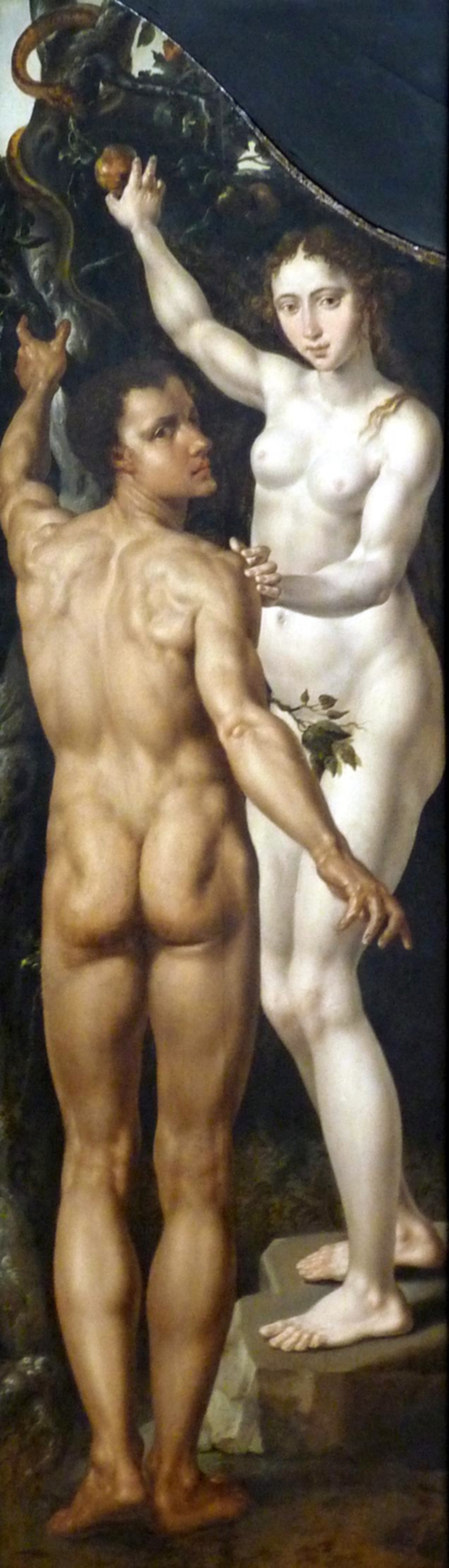
Maarten van Heemskerck, Adam i Ewa (różne odcienie skóry nagich ciał ludzkich)

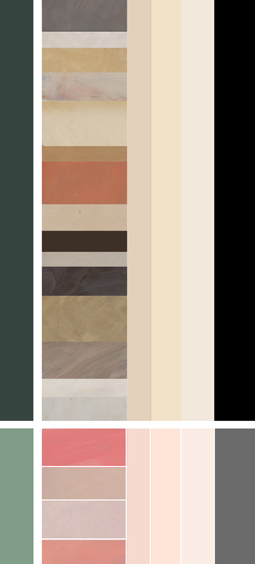
Odcienie inkarnatu

Inkarnat, karnacja, barwa cielista (fr. incarnat - mocno czerwony; wł. incarnato; łac. carnis, caro - mięso) 
1. Blady odcień różu przypominający kolor skóry białego człowieka.
2. W malarstwie i rzeźbie polichromowanej kolor używany do przedstawiania różnych odcieni skóry nagich ludzkich części ciała. Odcień karnacji, zmieniający się zależnie od epoki i stylu, uzyskuje się  mieszając odpowiednie kolory (karnacja ciepła, różowa lub blada, żółtawa; jasna lub ciemna). Uwzględnia się też refleksy uwarunkowane rodzajem i natężeniem światła (promienie słoneczne, blask świecy lub lampy).

W in. językach: Fleischfarbe (niem.), Flesh tone (ang).